# 東莞工商總會劉百樂中學
東莞工商總會劉百樂中學（英語：General Chamber of Commerce & Industry of The Tung Kun District Lau Pak Lok Secondary School）是香港沙田區一間津貼中學，位於新界沙田大圍積泰里1號，佔地7500平方米。該校與宣道會鄭榮之中學相連，並鄰近港鐵大圍站。而同區位於新翠邨的東莞工商總會張煌偉小學為其聯繫小學。東莞市長安實驗中學、東莞松山湖未來學校及澳門濠江中學則為姊妹學校。

## 學校行政
歷任校監
- 1984年至1990年：張煌偉 先生[9]
- 1990年至2001年：楊銳坤 先生[10][11]
- 2001年至2002年：周集培 先生[12]
- 2002年至2011年：鍾坤 先生[13][14]
- 2011年至2014年：方錦銘 先生[15][16]
- 2014年至2015年：陳宇宙 先生[9][17]
- 2015年至2020年：鍾蔭祥 先生[18]
- 2020年至今：陳宇宙 先生

歷任校長
- 1984年至1985年：翟德成 先生[19]
- 1985年至1997年：許鎮南 先生[9]
- 1997年至2015年：劉群英 女士[20][21]
- 2015年至今：黃慧文 女士[22]

歷任副校長
- ？至1997年：劉群英 女士[12]
- ？至2013年：馮肖玲 女士[23]
- 蔡玉嫦 女士[24][25]
- 2013年至2016年：歐陽麗琼 女士[17][26]
- 歐陽丹鳳 女士[27]
- 郭劍雄 先生[28]
- 梁淑蓓 女士[29]
- 侯燦源 先生

## 學校資料

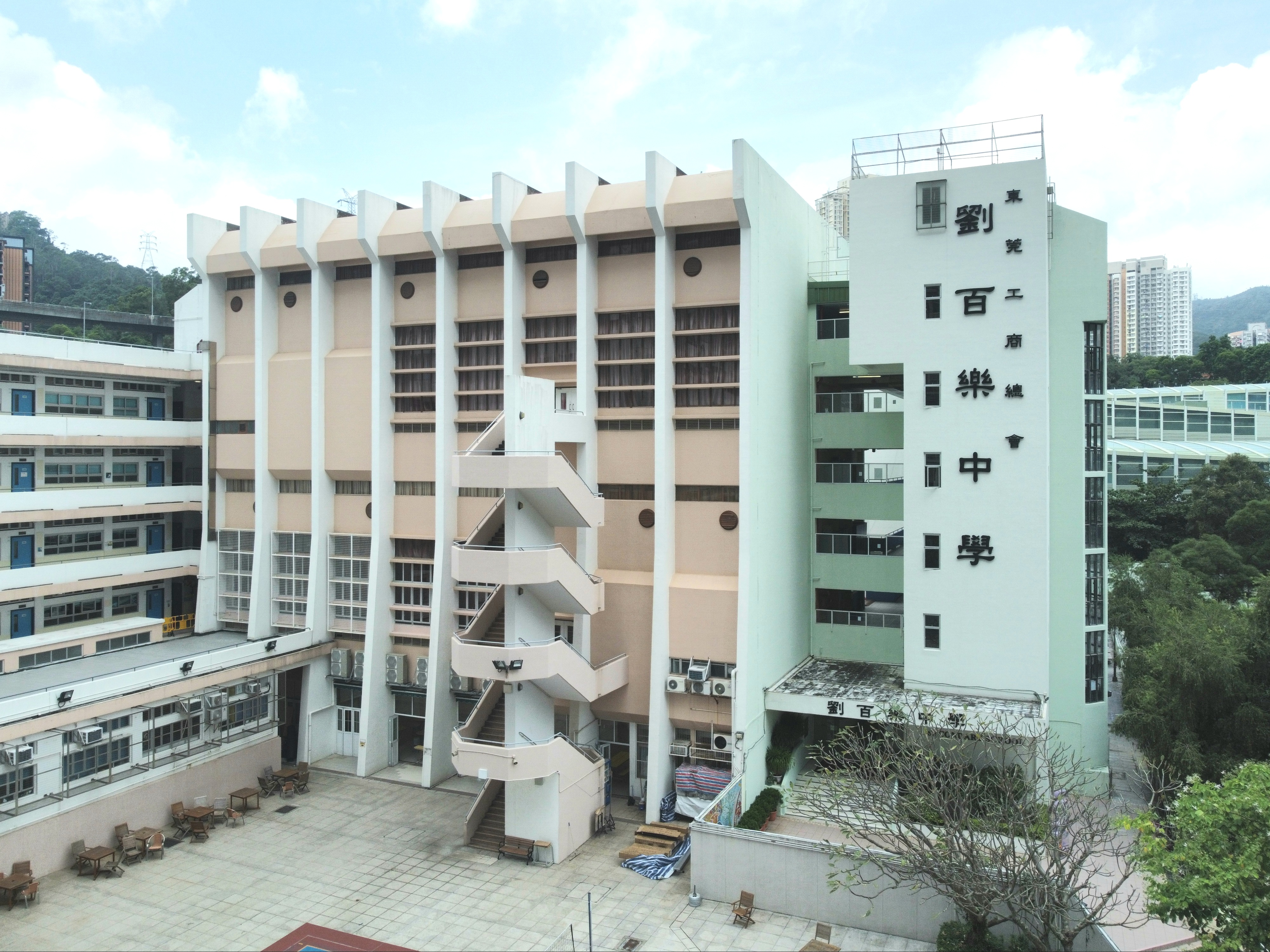
東莞工商總會劉百樂中學校舍外觀

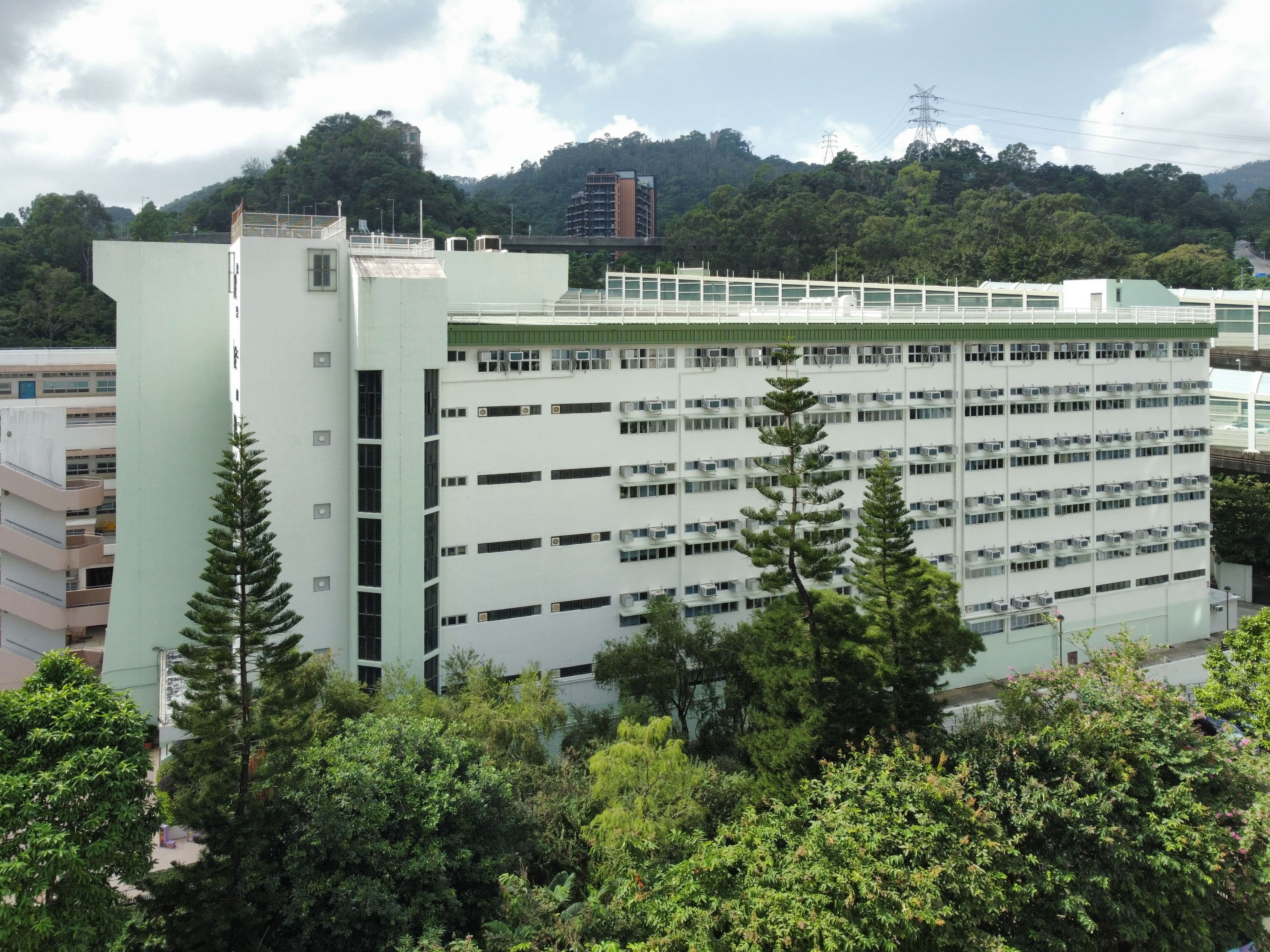
東莞工商總會劉百樂中學校舍外觀

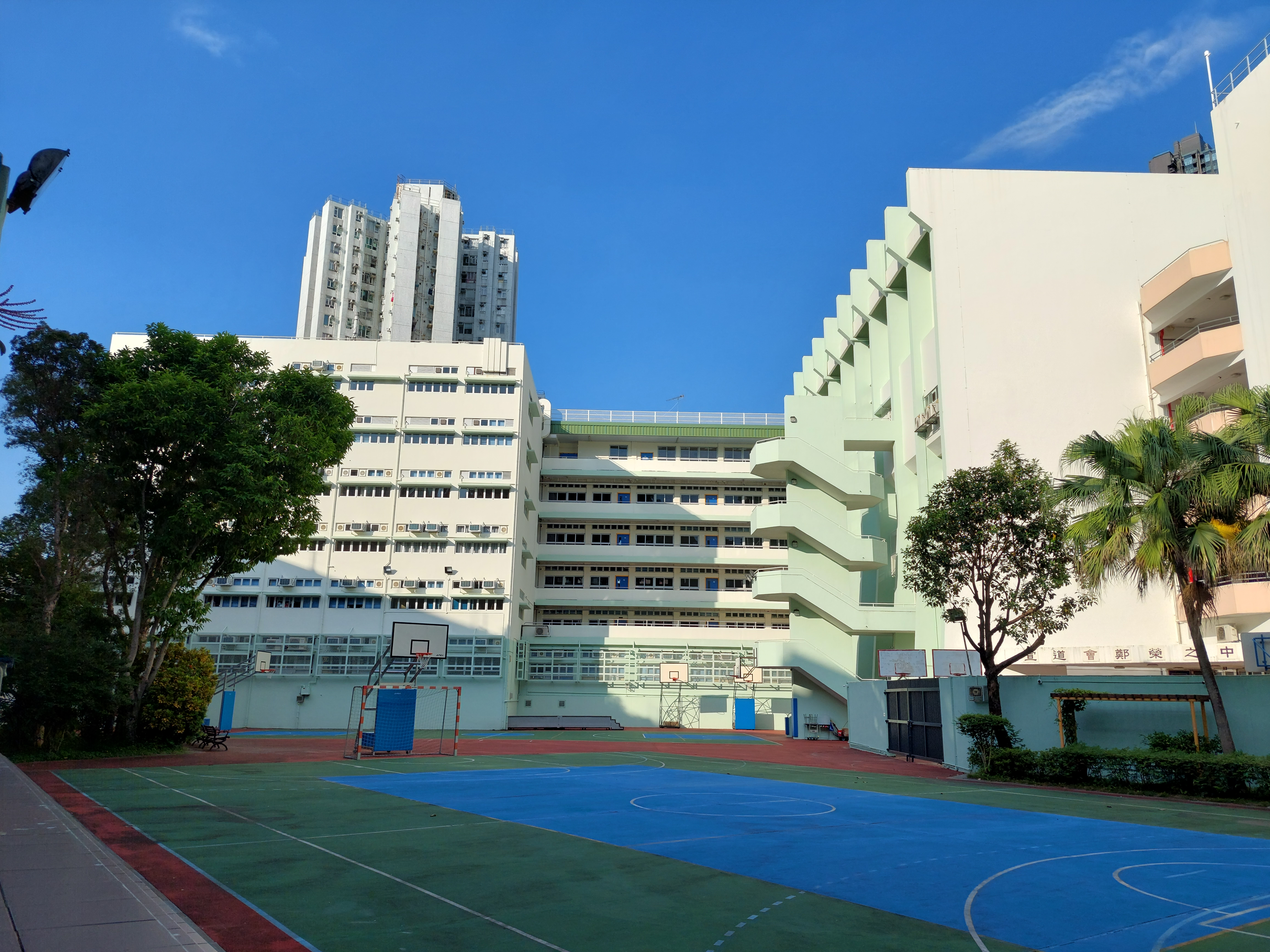
東莞工商總會劉百樂中學校舍後方及操場

### 辦學宗旨
東莞工商總會劉百樂中學啟發學生的優點及潛能，灌輸他們正確的公民意識及克己盡責的意義，並養成積極進取、努力學習的精神，使到他們在行為、體能及心智均得到發展，對社會有所貢獻。

### 學校發展
東莞工商總會早於1970年開始籌建中學，並獲配堅尼地城加惠民道用地建校（該校址後來改辦堅尼地城官立中學），但因教育司署政策改變而不果。直到1982年2月，政府才受理建校申請，並於兩年後創立東莞工商總會劉百樂中學。當時，即1984年1月31日，創校委員兼校董楊銳坤與教育署簽約籌辦中學。興建校舍之時，學生在1984年9月3日至1985年3月15日暫借新翠邨恩平工商會李吳瑞愛紀念學校上課，初年只開設共6班中一年級，1985年3月16日才遷入現址繼續開課。由於得到東莞工商總會永遠榮譽會長兼捐款人劉百樂出資興建校舍，故此中學冠上其名。東莞工商總會劉百樂中學於1985年增設中一、中二年級各6班和4班中四年級學生。到了1986年至1987年再擴展至中一至中三年級各有6班，而中四至中五年級各有4班的規模。此外亦安排首屆中三級與中五級學生分別參加成績評核試和香港中學會考。
從1987年到1989年間，該校的班級編制陸續擴張。校方於1987至1988年度增辦中六級各1班文理科班，1988至1989學年開辦中七級各1班文理科班，其時中一至中七級計有30班學生。其後於1990至1991年度，校方增設中四級商科班，1996年9月起始行平衡班級編制，1998年轉用母語教學。同年，即1998年起參與「校本管理」，2012年正式成立法團校董會。在2009年9月，衞生防護中心接獲59間學校爆發流感的報告，其中東莞工商總會劉百樂中學有10名學生受影響。2017年，學校在香港理工大學電子及資訊工程學系舉辦的「機械人中學生挑戰賽二〇一七：理電奪寶」總決賽中擊敗其餘30多支中學生隊伍奪得冠軍，並獲得機會代表香港參與「理電奪寶」大中華區邀請賽，與來自大中華區城市的隊伍比賽。
至於家長教師會與校友會方面，東莞工商總會劉百樂中學於1993年成立家長教師會。2002年9月27日成立校友會。該會也設立了「校友會多元發展獎學金」以茲獎勵。

## 學術組織

### 一般組織
劉百樂中學的四社為紅社、黃社、藍社以及綠社。另外，學校的紅十字青年團成立於1992年，為新界東第183旅。其他學術組織如下：
| 興趣組（1）                                                         | 興趣組（2）                                                         | 興趣組（3）                                                         | 興趣組（4）                                                       | 運動組                                           | 服務組                                                                      |
| ------------------------------------------------------------------- | ------------------------------------------------------------------- | ------------------------------------------------------------------- | ----------------------------------------------------------------- | ------------------------------------------------ | --------------------------------------------------------------------------- |
| - 美術學會 - 電腦學會 - 歷史學會 - 地理學會 - 科學學會 - 手工藝學會 | - 普通話學會 - 橋牌學會 - 棋藝學會 - 戲劇學會 - 紙藝學會 - 陶藝學會 | - 化妝學會 - 大富翁學會 - 漫畫學會 - 園藝學會 - 烹飪學會 - 舞蹈學會 | - 體育學會 - 中文學會 - 英文學會 - 數學學會 - 普通話學會 - 結他組 | - 野外定向隊 - 足球隊 - 手球隊 - 籃球隊 - 田徑隊 | - 童軍（沙田南第2旅） - 女童軍 - 公益少年團 - 香港紅十字青年團 - 交通安全隊 |

### 學生會
1992年9月，該校首屆學生會就任，歷屆學生會名單如下：
- 2013-2014 Agera
- 2014-2015 Focus
- 2015-2016 Smart
- 2016-2017 Improve
- 2017-2018 Bridge
- 2018-2019 Garden
- 2019-2020 Echo
- 2020-2021 Hausos
- 2021-2022 Pharos
- 2022-2023 Transmitter
- 2023-2024 Maximum
- 2024-2025 Fraxinus

## 校園設施
東莞工商總會劉百樂中學於1987年12月12日邀請時任教育署署長李越梃主持開幕典禮。校內部分雨天操場位置於1989年改建為課室。1992年至1993年則改建禮堂舞台下的化妝間為舞蹈室/會議室。隨著學校日漸擴大校務，校方於1996年6月獲教育署撥款千餘萬加建一層課室和升降機。改善工程於1997年竣工，校舍的設備更趨完善。及後因應政府推行資訊科技教育，東莞工商總會劉百樂中學增設1間電腦學習室及多媒體學習室。但為配合政府興建T3公路，學校部分地方於2003年被收回。直至2008年至2009學年，該校將金工室改建為2間課室和1間電腦室，同時進行其他校園翻新工程。其餘校園設施如下：
- 28間課室
- 3間電腦室
- 多媒體美術室
- 創意設計及科技應用室
- 禮堂
- 圖書館
- 全天候運動場
- 學生活動室
- 英語角
- 家長資源中心
- 1部升降機
- 2部升降台

## 著名/傑出校友
- 杜志烜（2005年中五）：樂隊Mr.成員[48]
- 楊翰武：前香港田徑隊成員
- 葉佩雯：前香港女歌手
- 成珈瑩：香港童星
- 黃凱琳：前now新聞台主播，現職鳳凰衛視香港台
- 劉浩翔：香港舞臺劇演員、編劇及導演
- 范永聰：香港浸會大學歷史系一級講師
- 鄧月平：香港女演員、模特兒[註 1]
- 楊凱寧（2004年中七）：香港女子橋牌運動員[49]
- 簡惠宜（2011年中七）：無綫新聞主播[50]
- 林千津（2017年中六）：香港拯溺代表隊成員[51]

## 外部連結
- 東莞工商總會劉百樂中學官方網頁（页面存档备份，存于）
- 東莞工商總會劉百樂中學 Facebook
- 姚連生中學聘教師 要求五年警察經驗 劉百樂中學 望聘退休紀律部隊人員，立場新聞，2016年4月26日（页面存档备份，存于）